# Lev Dmitriev-Kavkazski
Pour les articles homonymes, voir Dmitriev.
Lev Dmitriev-Kavkazski (en russe : Ле́в Евгра́фович Дми́триев-Кавка́зский), né le 2 mars 1849 et mort le 1er février 1916, est un graveur et illustrateur russe. Natif du Caucase, il prend le pseudonyme de Kavkazski (« du Caucase ») , choisi pour l'évocation de son lieu de naissance, afin de se démarquer des autres artistes portant le nom de Dmitriev.

## Biographie
Sorti du gymnasium de Stavropol, Dmitriev est admis à l'Académie russe des beaux-arts en 1869. Graveur à la pointe sèche et aquafortiste, élève de Fiodor Iordan, il remporte deux médailles d'argent de l'Académie pour les estampes tirées des peintures de Theodor Horschelt (de) et Pierre Paul Rubens. Il obtient en 1878 le titre d'artiste de la première classe, puis celui d'académicien en 1882. Après deux ans au poste de rédacteur de la revue illustrée artistique, littéraire, théâtrale et mondaine Lastotchka [Hirondelle] (1884-1985), il s'occupe de la conception artistique de l'hebdomadaire L'Illustration universelle fondé en 1869 par Hermann Hoppe s'inspirant du périodique anglais The Illustrated London News. En 1887, c'est l'un des membres fondateurs de la Confrérie des illustrateurs russes.
L'artiste parcourt souvent le Caucase et en été 1887, se rend dans l'oblast de Transcaspienne et dans la région occidentale de l'Asie centrale (actuels Kazakhstan, Kirghizstan, Ouzbékistan, Tadjikistan). Son livre de voyages contenant 199 illustrations paraît en 1894 aux éditions d'Alfred Davrien,.
Il dispense également des cours particuliers dans son atelier. Parmi ses élèves on retrouve Mstislav Doboujinski, Aleksandrs Apsītis, Pavel Filonov, David Kakabadzé.
Mort le 1er février 1916, l'artiste est enterré au Cimetière orthodoxe de Smolensk sur l'île Vassilievski de Saint-Pétersbourg.